# Diocese de Nazaré
A Diocese de Nazaré (Dioecesis Nazarensis in Brasilia) é uma circunscrição eclesiástica da Igreja Católica no Brasil, pertencente à Província Eclesiástica de Olinda e Recife e ao Conselho Episcopal Regional Nordeste II da Conferência Nacional dos Bispos do Brasil, sendo sufragânea da Arquidiocese de Olinda e Recife. A sé episcopal está na Catedral de Nossa Senhora da Conceição, na cidade de Nazaré da Mata, no estado de Pernambuco. Seu atual bispo é Dom Francisco de Assis Dantas de Lucena.

## Histórico
A Diocese de Nazaré foi erigida a 2 de agosto de 1918, pelo Papa Bento XV, desmembrada da Arquidiocese de Olinda e Recife.
No princípio uma capelinha que congrega a fé dos nazarenos pioneiros e na sua simplicidade inicial perde-se na bruma dos idosos tempos de 1700. Depois seria a Nova Capela que "os namorados e mais devotos pretendem edificar na louvação de Lagoa Dantas para celebração do Santo Sacrifício da Missa e mais cultos divinos que hão de fazer" (Doação para patrimônio em Capela de Nossa Senhora da Conceição de Nazareth, 24 de abril de 1804). 
Correm os dias 2 e 3 de março de 1808, quando são demarcadas as terras de Nossa Senhora da Conceição, centrando o alicerce da Capela-mor, na documentação oficial, pomposamente chamada de "Igreja Nova".
A capela da primitiva povoação, a Igreja Nova da recém elevada Vila, passa a ser Paróquia pertencente à Nova Freguesia de Nazaré, desmembrada de Laranjeiras (Lei Estadual nº 75 de 30 de abril de 1839). E a pequena ermida dedicada a Nossa Senhora da Conceição de Nazaré é canonicamente elevada a categoria de Matriz. Em breve, humilde Matriz torna-se insuficiente para atender às necessidades espirituais da Nova Cidade, daí em 1858 ser substituída por outro templo erguido no mesmo local pelo andarilho, o Capuchinho Fremi Caetano de Messina.
A Diocese de Nazaré foi criada pelo Papa Bento XV, em 2 de agosto de 1918, pela bula "Archidioccesis Olindensis Recifensis", desmembrada da Arquidiocese de Olinda e Recife.
Diocese de Nazaré foi assim chamada em razão do nome da cidade, Nazaré, onde, na Igreja Paroquial de Nossa Senhora de Nazaré, foi constituída a Sede Diocesana e a Cátedra do Bispo,
Para assumir a Diocese de Nazaré foi indicado, em 1919, o nome do Padre Ricardo Ramos de Castro Vilela, pernambucano, do clero arquidiocesano de Olinda e Recife, pároco de Gravatá. Sagrado bispo aos 7 de setembro do mesmo ano, tomou posse da nova diocese no dia 19 de outubro de 1919.
Inicialmente, pertenciam à Diocese de Nazaré 18 paróquias, a saber: Nazaré, Vicência, Lagoa seca (Upatininga), Timbaúba, Ó de Goiana (Condado), Tejucupapo, Goiana, Itambé, Tracunhaém, Curangi, Floresta dos Leões (Carpina), Limoeiro, São Vicente, Bom Jardim, Queimadas (Orobó), Taquaritinga do Norte, Santa Cruz do Capibaribe e Surubim.

## Demografia
Em 2021, a diocese contava com uma população aproximada de 1.013.790 habitantes. 
O território é de 5.921.645 km², organizado em 41 paróquias e 4 áreas pastorais, distribuídas em 35 municípios:  Aliança,  Bom Jardim,  Buenos Aires, Camutanga, Carpina, Casinhas, Chã de Alegria,  Condado,  Cumaru,  Feira Nova,  Ferreiros, Frei Miguelinho, Goiana, Glória do Goitá,  Itambé, Itaquitinga, João Alfredo, Lagoa de Itaenga, Lagoa do Carro,  Limoeiro, Macaparana,  Machados, Nazaré da Mata, Orobó, Passira,  Paudalho,  Salgadinho,  São Vicente Férrer, Santa Maria do Cambucá,  Surubim, Tracunhaém, Timbaúba, Vertente do Lério,  Vertentes e  Vicência.

## Paróquias
A Diocese de Nazaré é composta por 42 Paróquias e 3 Áreas Pastorais, que estão divididas em sete regiões pastorais: Carpina, Goiana, Limoeiro, Nazaré, Orobó, Surubim e Timbaúba.

### Região Pastoral Carpina
- Área Pastoral Nossa Senhora Auxiliadora - Guadalajara - Paudalho
- Paróquia Divino Espírito Santo - Paudalho
- Paróquia Nossa Senhora da Soledade - Lagoa do Carro
- Paróquia Nossa Senhora do Rosário - Chã de Alegria
- Paróquia Sagrado Coração de Jesus - Carpina
- Paróquia Santo Antônio - Carpina
- Paróquia São José - Carpina
- Paróquia São Sebastião - Lagoa de Itaenga

### Região Pastoral  Goiana
- Paróquia São Lourenço - Povoação São Lourenço - Goiana
- Paróquia Nossa Senhora das Dores - Condado
- Paróquia Nossa Senhora do Desterro - Itambé
- Paróquia Nossa Senhora do Rosário - Goiana

### Região Pastoral Limoeiro
- Paróquia Santa Teresinha - Cumaru
- Paróquia São José - Feira Nova
- Paróquia Nossa Senhora da Glória - Glória do Goitá
- Paróquia Nossa Senhora da Apresentação - Limoeiro
- Paróquia Nossa Senhora do Carmo - Limoeiro
- Paróquia São Sebastião - Limoeiro
- Paróquia Nossa Senhora da Conceição - Passira
- Paróquia Nossa Senhora das Dores - Salgadinho

### Região Pastoral Nazaré
- Paróquia Nossa Senhora das Dores - Aliança
- Paróquia Nossa Senhora do Bom Parto - Buenos Aires
- Paróquia São Sebastião - Itaquitinga
- Catedral Nossa Senhora da Conceição - Nazaré da Mata
- Paróquia Santo Antônio - Tracunhaém
- Paróquia San'tAna - Vicência
- Área Pastoral Nossa Senhora do Rosário - Angélicas - Vicência
- Área Pastoral São José - Murupé - Vicência

### Região Pastoral Orobó
- Paróquia Sant'Ana - Bom Jardim
- Paróquia Nossa Senhora da Conceição - João Alfredo
- Paróquia São Sebastião - Machados
- Paróquia Nossa Senhora da Conceição - Orobó

### Região Pastoral Surubim
- Paróquia Nossa Senhora das Dores - Casinhas
- Paróquia São José - Frei Miguelinho
- Paróquia Nossa Senhora do Rosário - Santa Maria do Cambucá
- Paróquia São José - Surubim
- Paróquia São Sebastião - Surubim
- Paróquia Nossa Senhora das Victórias - Vertente do Lério
- Paróquia São José - Vertentes
- Paróquia São João Batista - Distrito de Lagoa de João Carlos - Santa Maria do Cambucá

### Região Pastoral Timbaúba
- Paróquia Nossa Senhora do Rosário - Camutanga
- Paróquia Nossa Senhora da Conceição - Ferreiros
- Paróquia Nossa Senhora do Amparo - Macaparana
- Paróquia São Vicente Férrer - São Vicente Férrer
- Paróquia Nossa Senhora da Conceição - Timbaúba
- Paróquia Nossa Senhora das Dores - Timbaúba
- Paróquia Imaculado Coração de Maria - Sapucaia - Timbaúba.

## Bispos
Administração local:
|                   | Nome                                   | Período           | Notas                            |
| Bispos diocesanos | Bispos diocesanos                      | Bispos diocesanos | Bispos diocesanos                |
| ----------------- | -------------------------------------- | ----------------- | -------------------------------- |
| 8º                | Francisco de Assis Dantas de Lucena    | 2016–             |                                  |
| 7º                | Severino Batista de França, O.F.M.Cap. | 2007–2015         | Renunciou.                       |
| 6º                | Jorge Tobias de Freitas                | 1987–2006         | Renunciou.                       |
| 5º                | Manuel Lisboa de Oliveira              | 1963–1986         | Renunciou.                       |
| 4º                | Manuel Pereira da Costa                | 1959–1962         | Nomeado bispo de Campina Grande. |
| 3º                | João de Souza Lima                     | 1955–1958         | Nomeado arcebispo de Manaus.     |
| 2º                | Carlos Gouveia Coelho                  | 1948–1954         | Nomeado bispo de Niterói.        |
| 1º                | Ricardo Ramos de Castro Vilela         | 1919–1946         | Renunciou.                       |
| Bispo auxiliar    |                                        |                   |                                  |
|                   | Jaime Mota de Farias                   | 1982–1986         | Nomeado bispo de Alagoinhas.     |